# Thomas Gassilloud
Thomas Gassilloud, né le 21 mai 1981 à Saint-Symphorien-sur-Coise (Rhône), est un chef d'entreprise et homme politique français, membre de Renaissance.
D'abord maire de Saint-Symphorien-sur-Coise de 2014 à 2017, il est élu député en 2017 dans la dixième circonscription du Rhône. Il siège au sein du groupe La République en marche avant de participer à la fondation du groupe Agir ensemble en 2020. Il est réélu en 2022 et siège en tant que membre du groupe Renaissance. Il devient président de la commission de la Défense nationale et des Forces armées à la suite de cette élection. Il est réélu lors des élections législatives de 2024.

## Biographie
Titulaire d'un master en finance, Thomas Gassilloud est élu le 9 mars 2008 conseiller municipal de Pomeys. Le 23 mars 2014, il est élu maire de Saint-Symphorien-sur-Coise.
Le 18 juin 2017, il est élu député de la dixième circonscription du Rhône avec 63,83 % des suffrages. Touché par le cumul des mandats, il démissionne de sa fonction de maire de Saint-Symphorien-sur-Coise, tout en restant conseiller municipal de la commune.
À l'Assemblée nationale,  Thomas Gassilloud siège au sein du groupe La République en marche, avant de participer à la fondation du groupe Agir ensemble au mois de mai 2020.
Il est réélu député lors du second tour des élections législatives le 19 juin 2022 en obtenant 65,31 % des voix face à Michelle Édery, candidate de la Nouvelle Union populaire écologique et sociale (NUPES).
Il devient le 30 juin 2022 président de la commission de la Défense à l'Assemblée nationale.
Il est réélu député lors du second tour des élections législatives le 7 juillet 2024 en obtenant 62,93 % des voix face à Cécile Patout, candidate du Rassemblement national (RN).